# Ґукансьо

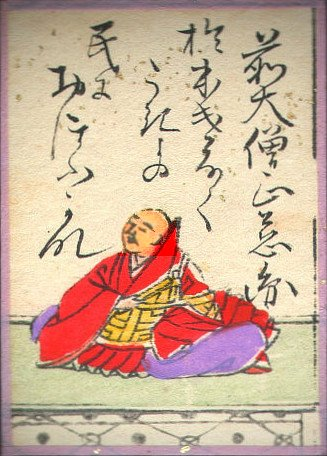
Дзієн, автор «Записок дурня».

Ґукансьо́ (愚管抄, ぐかんしょう, «Записки дурня») — японський історичний твір початку періоду Камакура. Упорядкований буддистським ченцем Дзієном у 1220 році, напередодні Смути Дзьокю. Складається з 7 сувоїв. Містить виклад історії Японії від часів правління Імператора Дзімму до правління Імператора Дзюнтоку. Проникнутий есхатологічною ідеєю кінця світу та думками про те, що людською історією керує Вищий закон правди — принцип Дао.

## Зміст
Текст складається з трьох великих розділів:
Томи 1 і 2 складаються з імператорської хроніки, починаючи з імператора Дзімму і закінчуючи імператором Дзюнтоку.
Томи з 3 по 6 представляють історичний опис з акцентом на політичні зміни.
У 7-му томі подано стислий опис сучасного стану японської держави.
Ретельний письменник намагався застосувати буддійські принципи, такі як маппо, до процесу розробки хроніки людей і подій. Він також свідомо зосередився на застосуванні буддійських принципів в аналізі японської історії. Однак Дзієн ніколи не міг повністю розділити своє становище сина і брата чиновників Фудзівара коґю від свого становища священика, який вивчав і практикував буддизм.